# آيفي أوكوجاي
آيفي أوكوجاي (بالإنجليزية: Ivie Okujaye)‏، هي مُمثلة نيجيرية.

## روابط خارجية
آيفي أوكوجاي على موقع IMDb (الإنجليزية)